# Владимир Кривиц
Владимир Кривиц (Идријски Лог, код Идрије, 26. април 1914 — 1996), учесник Народноослободилачке борбе, правник, судија и друштвено-политички радник СФР Југославије и СР Словеније.

## Биографија
Рођен је 26. априла 1914. године у Идријском Логу, код Идрије. Након италијанске окупације словеначког приморја, породица му се иселила у Краљевину СХС. Гимназију је учио у Мурској Соботи, Птују и Љубљани, где је завршио и Правни факултет. Још као студент приступио је револуционарном омладинском покрету. Био је често хапшен због комунистичке пропаганде. Члан Комунистичке партије Југославије (КПЈ) постао је 1933. године.
Народноослободилачком покрету (НОП) се прикључио 1941. године. Током рата, био је члан и секретар Окружног комитета Комунистичке партије Словеније и члан Извршног одбора Ослободилачког фронта у Љубљани, помоћник политичког комесара Главног штаба НОВ Словеније. После тога је био главни уредник „Људске правице“ и „Словенског порочевалца“ на ослобођеној територији. Радио је и на организовању народне власти на ослобођеној територији и био секретар Словеначког народноослободилачког већа.
После рата, радио је у Централном комитету КПЈ у Београду, затим у Министарству иностраних послова, па као јавни тужилац НР Словеније, председник Комисије државне контроле НР Словеније, секретар Градског комитета СКС Љубљана (1950—1954), члан Извршног већа НР Словеније, председник Врховног суда НР Словеније (1957—1963) и остало.
Био је члан Централног комитета СКЈ, Централног комитета СКС, Главног одбора ССРН Словеније, члан Председништва Главног одбора ССРН и Извршног комитета ЦК СКС. Више је пута биран за републичког и посланика у Савезној скупштини СФРЈ.
Умро је 1996. године.
Носилац је Партизанске споменице 1941. и више других југословенских одликовања, међу којима су — Орден народног ослобођења, Орден заслуга за народ са златном звездом, Орден братства и јединства са златним венцем, Орден заслуга за народ са сребрним зрацима и Орден за храброст. Од иностраних одликовања се истиче пољски Партизански крст.